# Église des Girolamini
L'église des Girolamini, ou Gerolomini (littéralement: « hiéronymites »), ou San Filippo Neri (Saint-Philippe-Néri) ou encore église des Oratoriens de Naples, est une église monumentale de Naples située dans le quartier homonyme. C'est une église de type basilical, dédiée à la Nativité de Marie et à tous les saints.
Sa décoration en or, marbre et nacre lui vaut le surnom de Domus aurea. L'intérieur concentre un grand nombre d'œuvres d'art de grande qualité de la main des artistes napolitains les plus renommés de l'époque, ainsi que d'artistes originaires de Toscane, d'Émilie-Romagne ou de Rome ; c'est un des monuments les plus importants de la cité parthénopéenne, ainsi que son couvent annexe.
En plus de l'église et de son couvent, l'édifice comporte une galerie d'œuvres d'art prestigieuse (la Quadreria dei Girolamini), première de la sorte à Naples, ainsi qu'une riche bibliothèque, la plus ancienne de la ville et la deuxième d'Italie en âge, deux cloîtres monumentaux et enfin l'oratoire de l'Assomption (oratorio dell'Assunta), dit aussi « degli artisti ».
Cet ensemble monumental a été déclaré monument national en 1866, grâce aux lois concernant le patrimoine ecclésiastique. À partir de l'année 2010, le couvent dans son ensemble est devenu un musée; en 2015, il a accueilli 8 478 visiteurs.

## Histoire

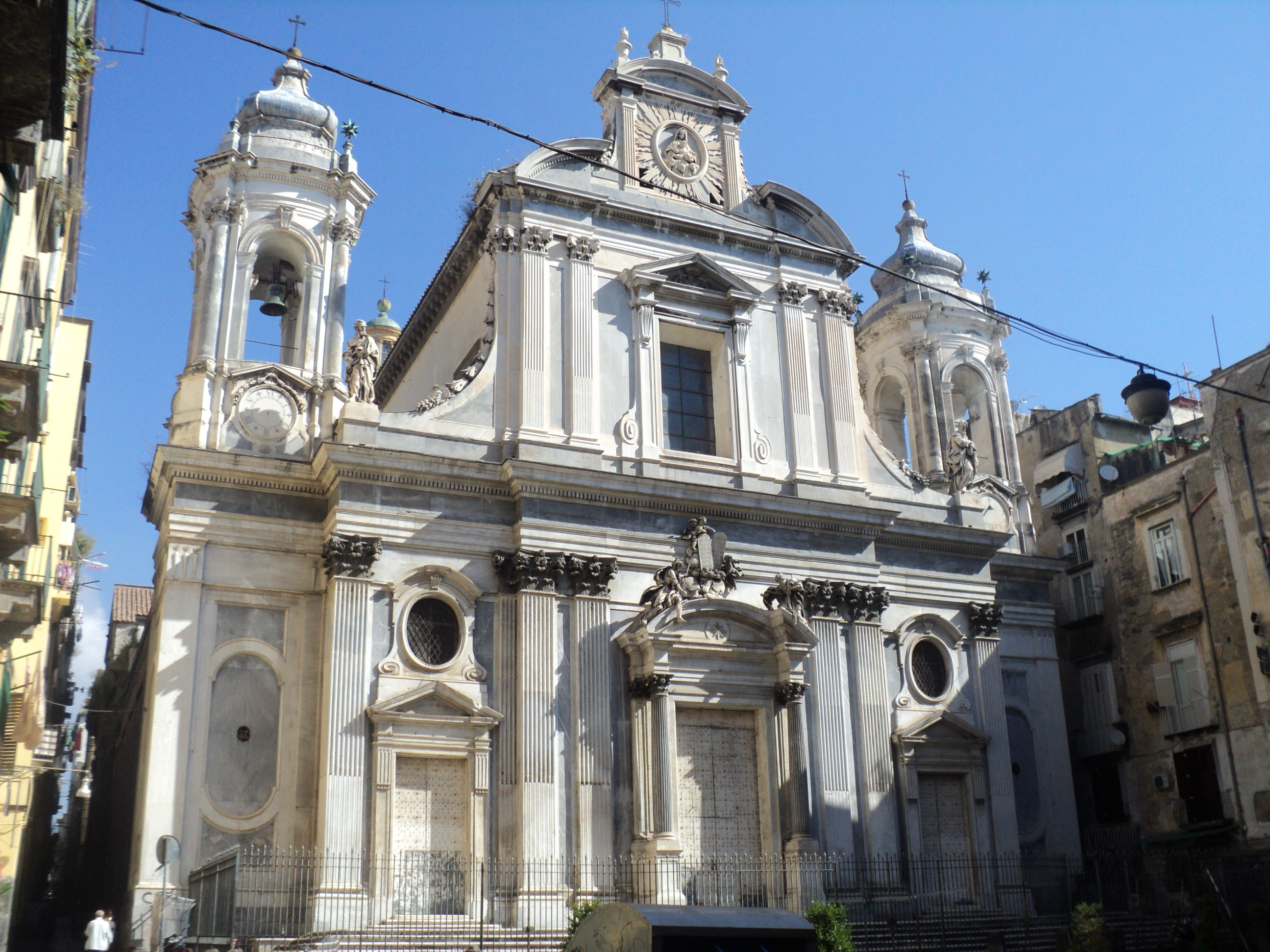
Photographie de la façade, œuvre de Ferdinando Fuga, prise en 2013.

Cette maison de saint Philippe Néri voit le jour en 1586, lorsque ses disciples s'installent à Naples à sa suite sous le nom de « Girolamini », à cause de leur église San Girolamo della Carità (Saint-Jérôme-de-la-Charité), sise à Rome, où fut fondé leur premier « oratoire ». Ils sont aussi appelés « Oratoriani » ou oratoriens, du fait qu'ils sont membres de la Congrégation de l'Oratoire fondée par saint Philippe Néri. En Italie, on les appelle également « Filippini ».

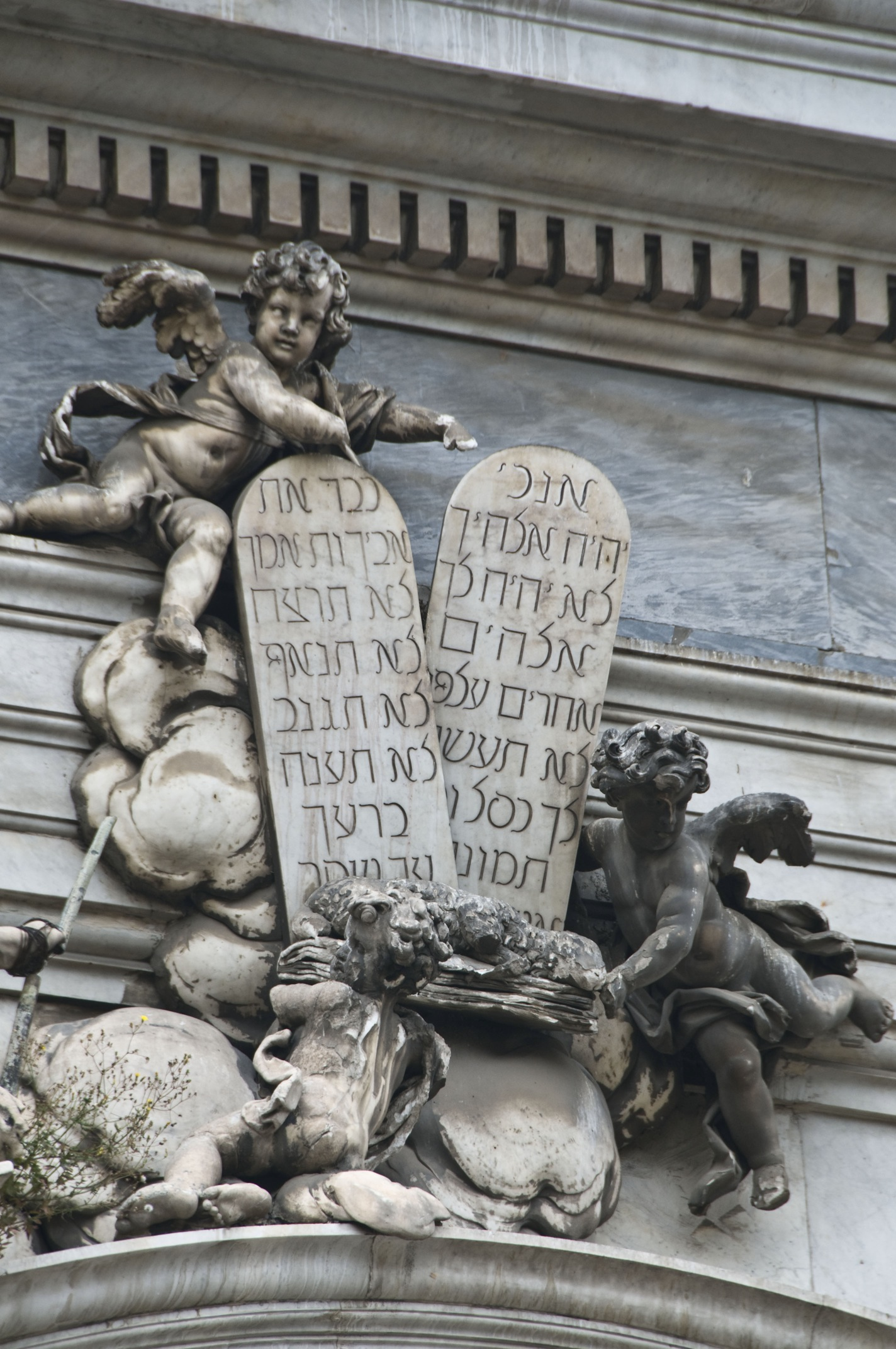
La table des Dix Commandements en hébreu.

Au début, l'ensemble est constitué d'une église de dimensions réduites avec un petit couvent aménagé dans l'ancien palazzo Seripando, en face de la cathédrale de Naples, acquis grâce aux donations de l'archevêché et de la noblesse napolitaine pour un montant de 5 800 ducats environ. Ensuite, en 1592, des travaux de démolition ont lieu (également pour de petites églises et maisons alentour appartenant aux familles Seripando et Filomarino), supervisés par Domenico Fontana ; ils laissent la place à l'édification du nouveau quartier dit largo dei Girolamini avec en plus l'édification de l'église actuelle et l'agrandissement du couvent adjacent. L'église est ainsi construite dans les années 1590 selon les dessins de l'architecte florentin Giovanni Antonio Dosio qui s'inspire de Brunelleschi, prenant modèle de l'église San Giovanni dei Fiorentini de Rome. Après la mort de Dosio, son œuvre est poursuivie par Dionisio Nencioni di Bartolomeo, également originaire de Florence, jusqu'à la fin de l'année 1619. Le couvent continue d'être aménagé pendant les dix années suivantes, avec le cloître degli Aranci.
L'église est embellie au cours des XVIIe et XVIIIe siècles avec de nouvelles œuvres d'art, notamment d'artistes maniéristes tardifs de l'école romaine, comme Pomarancio ou Zuccari, ou encore de l'école napolitaine, comme Marco dal Pino, ou Santafede, Azzolino et Conrenzio. Des représentants du baroque romain, du baroque bolonais ou du baroque napolitain sont aussi présents, comme Guido Reni, Pietro da Cortona, Ludovico Mazzanti, Francesco Gessi, Luca Giordano, Giacomo del Pò, Nicola Malinconico et Francesco Solimena. Des sculpteurs de renom sont engagés pour les chapelles latérales et plus généralement pour la décoration intérieure, tels que Pietro Bernini, Jacopo Lazzari et Sanmartino ; les travaux de réfection de la façade remontent à 1780, selon les dessins de Ferdinando Fuga, remplaçant la façade du XVIIe siècle de Dionisio Lazzari, à laquelle collabora Giuseppe Sanmartino, auteur de décorations sculptées caractéristiques. Arcangelo Guglielmelli y est inhumé en 1723.

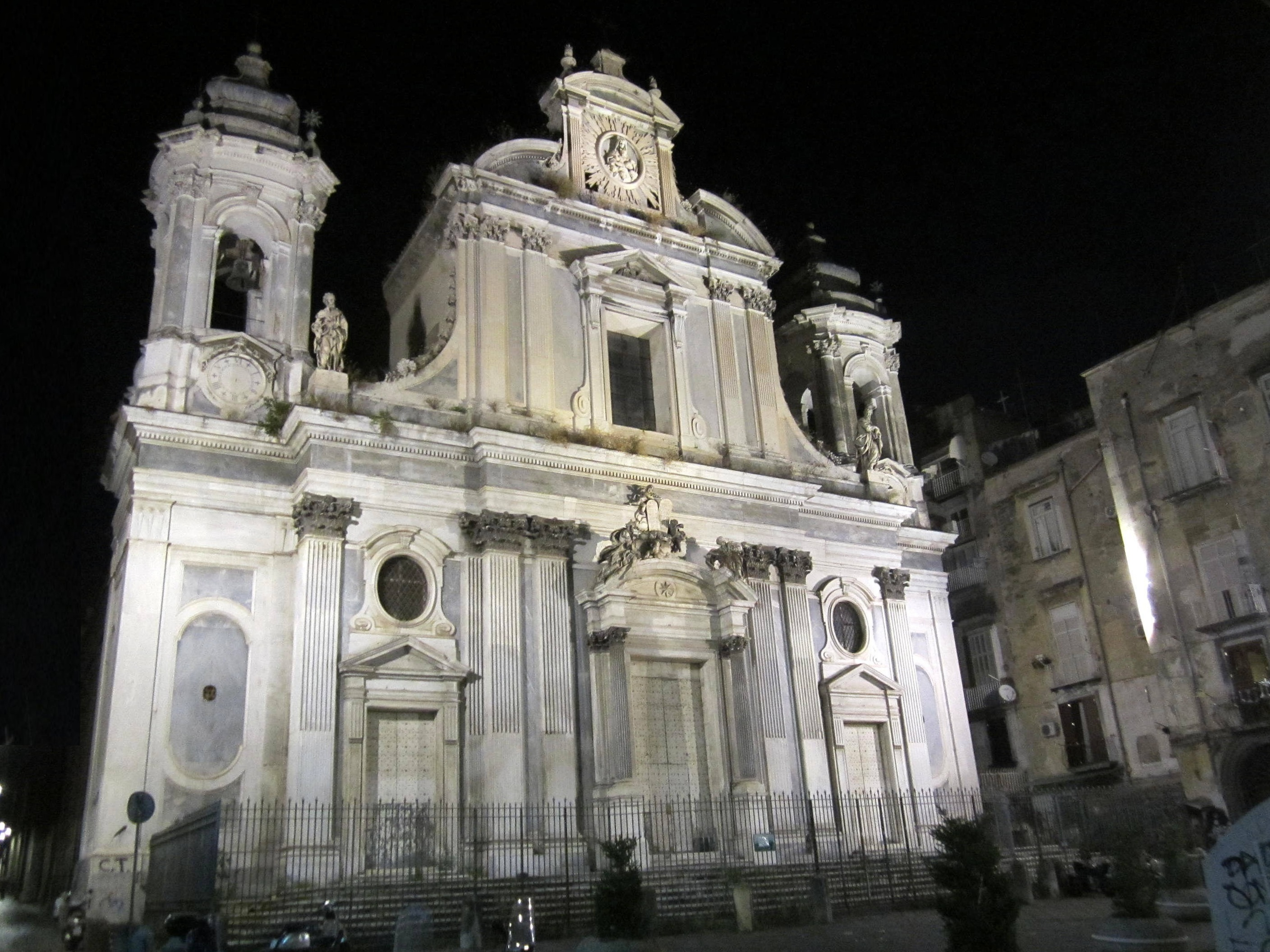
La façade de nuit.

Dans la première moitié du XIXe siècle, la tribune et la coupole sont refaites. 
L'église est restaurée après la Seconde Guerre mondiale, ayant souffert d'un bombardement américain, et des travaux ponctuels ont lieu pendant toute la seconde moitié du XXe siècle. L'église est fermée pendant une trentaine d'années et a enfin rouvert ses portes en septembre 2009. Elle est inscrite au patrimoine mondial de l'UNESCO depuis 1995, comme nombre d'églises baroques de la ville.
Les peintures ont été présentées au public après de longues restaurations en mai 2011 et ont pu retrouver leur place. Cela concerne en particulier quatre toiles de Luca Giordano (Saint Janvier dans la fournaise, Saint Charles Borromée et saint Philippe Néri, Saint Charles Borromée baise les mains de saint Philippe Néri, Saint Nicolas et les jeunes garçons sauvés de la cuve); trois toiles de Guido Reni (Jésus rencontre saint Jean-Baptiste, L'Extase de Saint François et La Fuite en Égypte). Par la suite, d'autres tableaux sont de nouveau présentés au public dont deux de Luca Giordano ( Saint Canut et une Vierge à l'Enfant).
En novembre de la même année, le couvent rouvre enfin ses portes avec une exposition de dessins et d'estampes des XVIIIe et XIXe siècles récupérés des archives des oratoriens. De plus, la bibliothèque ouvre au public sa salle historique, dénommée « sala del Camino » (salle du Chemin). 
En juin 2013, grâce aux travaux de l'équipe du conservateur par intérim Umberto Bile, d'autres œuvres sont restituées à l'église: ce sont après trente-quatre années de présence au musée Capodimonte de Naples les deux anges porte-torche de Giuseppe Sanmartino et un tableau de Luca Giordano intitulé Anges soutenant la mitre qui se trouvait au musée diocésain de Naples (it). À partir de 2013, l'église et son couvent font désormais partie d'un circuit de visites de musées totalement accessible au public; il est à noter que si l'église est aujourd'hui désaffectée au culte, son petit oratoire de l'Assomption a gardé quant à lui sa fonction religieuse.

## Description

### Extérieur
La façade de l'église donne sur la via dei Tribunali. Elle est divisée par un entablement en deux ordres: le registre inférieur, articulé au moyen de lésènes cannelées, comporte trois portails dont le portail du milieu est le plus important. Celui-ci est surmonté d'un groupe sculpté de Giuseppe Sanmartino représentant Moïse et Aaron avec la Table des Commandements soutenue par deux angelots.
La partie supérieure est allégée par une grande fenêtre rectangulaire sous un tympan triangulaire. Au-dessus se trouve un autre tympan à l'arc brisé couronnant un bas-relief figurant une Vierge à l'Enfant dite de la Vallicella, œuvre également de Sanmartino.
La coupole érigée au milieu du XVIIe siècle a été dessinée par Dionisio Lazzari, puis reconstruite au XIXe siècle. La façade de Lazzari a été recouverte en marbre blanc et en marbre bleu turquin en 1780 selon les dessins de Ferdinando Fuga. Un campanile se dresse à chaque côté, dont un portant une horloge et l'autre un cadran solaire, avec les statues de saint Pierre et de saint Paul commencées par Fanzago et terminées par Sanmartino.

### Intérieur

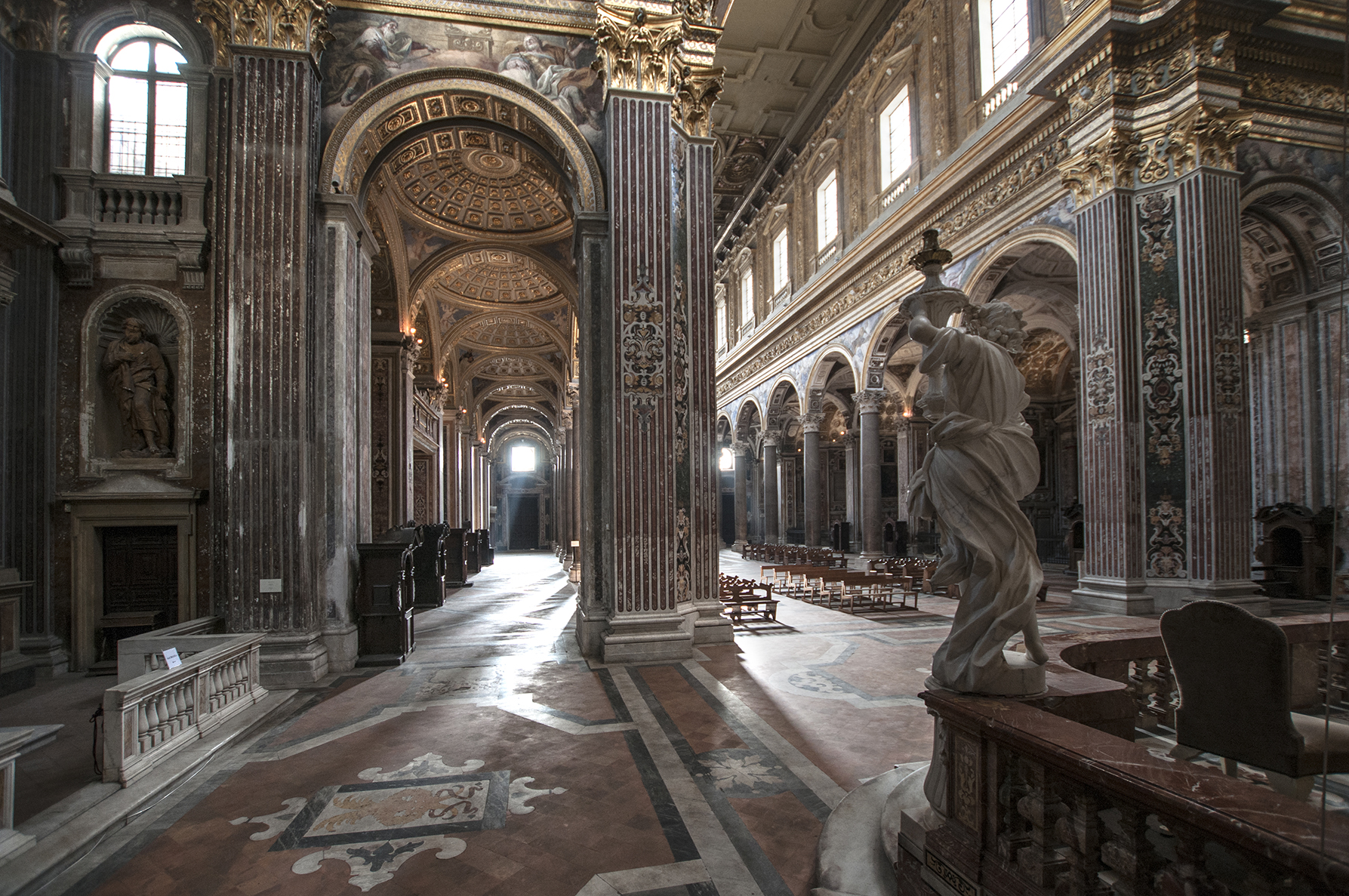
Intérieur de l'église.

L'intérieur se présente sur un plan en croix latine avec trois nefs subdivisées par douze colonnes de granit de l'île de Giglio (six de chaque côté). Avec ses 68 mètres de longueur et ses 24 mètres de largeur, l'église est l'un des édifices cultuels les plus vastes de Naples.
La contre-façade est décorée d'une fresque de Luca Giordano représentant Jésus chassant les marchands du Temple (1684). Sur les côtés au-dessus des portes donnant accès aux campaniles, on remarque des fresques de Ludovico Mazzanti datant de 1736 et figurant à gauche La Chasse d'Héliodore et à droite La Punition d'Osée.
Le plafond à caissons, gravement endommagé par les bombardements américains de l'été 1943, a été décoré en 1627 par les artistes napolitains Marcantonio Ferrara, Nicola Montella et Jacopo de Simone par un Saint Philippe en gloire et une Madone de Vallicella. La nef est décorée de fresques sur les arcs représentant des saints exécutées en 1681 par Giovanni Battista Benaschi, tandis que les arcs du transept présentent des fresques de Francesco Solimena avec Abraham, Mélchisedech, Moïse et David (1727-1730).
La coupole conserve des fragments d'un cycle de fresques faisant partie de la reconstruction de 1845 exécutées par Camillo Guerra et figurant des scènes du paradis. De Mazzanti sont conservées en entier des fresques sur les encorbellements représentant les Évangélistes (1735-1740).

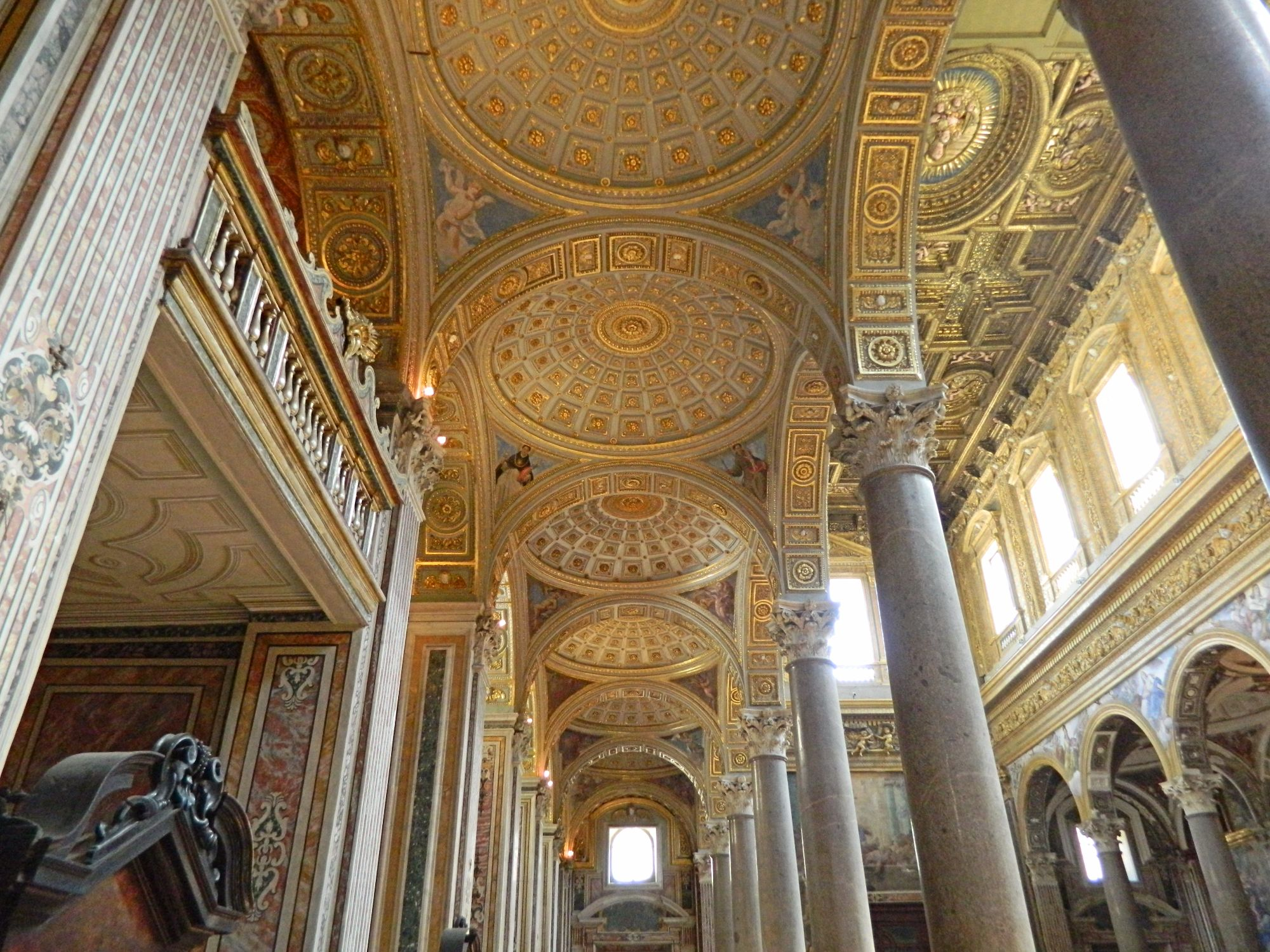
Vue de la nef de droite vers la contre-façade.

Le chœur est fermé d'une balustrade de marbre et l'abside rectangulaire possède au fond un tableau de Giovanni Bernardino Azzolini de la Madone de Vallicella entourée de tous les saints. Sur les côtés on remarque deux tableaux de Belisario Corenzio, L'Arrestation de Jésus et La Crucifixion (vers 1615). Autour du maître-autel se dressent des statues de bois sculptées par Giuseppe Picano, élève de Sanmartino. Elles figurent saint Pierre, saint André, saint Jean et saint Jacques et datent de 1780 environ.
Sur les côtés de la balustrade se trouvent deux Anges porte-torche de Sanmartino en marbre de Carrare et datant de 1787,. Le maître-autel date du XIXe siècle, l'original du XVIIe siècle œuvre de Dionisio Lazzari, se trouvant aujourd'hui à l'église Sant'Agata de Sant'Agata sui Due Golfi (en), près de Sorrente. La tribune est caractérisée par une œuvre attribuée à Luca Cambiaso figurant les Anges portant les symboles de la Passion, par un tableau intitulé La Déploration du Christ de 1603 de Giovanni Bernardino Azzolini, par un fragment de peinture figurant aussi les Anges portant les symboles de la Passion de 1680 environ de Luca Giordano et par une Flagellation datée d'entre 1605 et 1610 d'un auteur inconnu.
Entre la nef centrale et celle de gauche, le long de la colonnade, on remarque une plaque en mémoire de Giambattista Vico, inhumé, selon les guides anciens de Naples, dans un hypogée sous la chapelle Saint-Agnès. Une salle de la bibliothèque annexe des oratoriens lui est dédiée. Le philosophe napolitain avait fait don des premières éditions de toutes ses œuvres au couvent des oratoriens. Cette bibliothèque conserve aujourd'hui environ deux cent mille manuscrits dont six mille cinq-cents concernent des compositions et des œuvres musicales du XVIe au XIXe siècle.

### Chapelles latérales de la nef

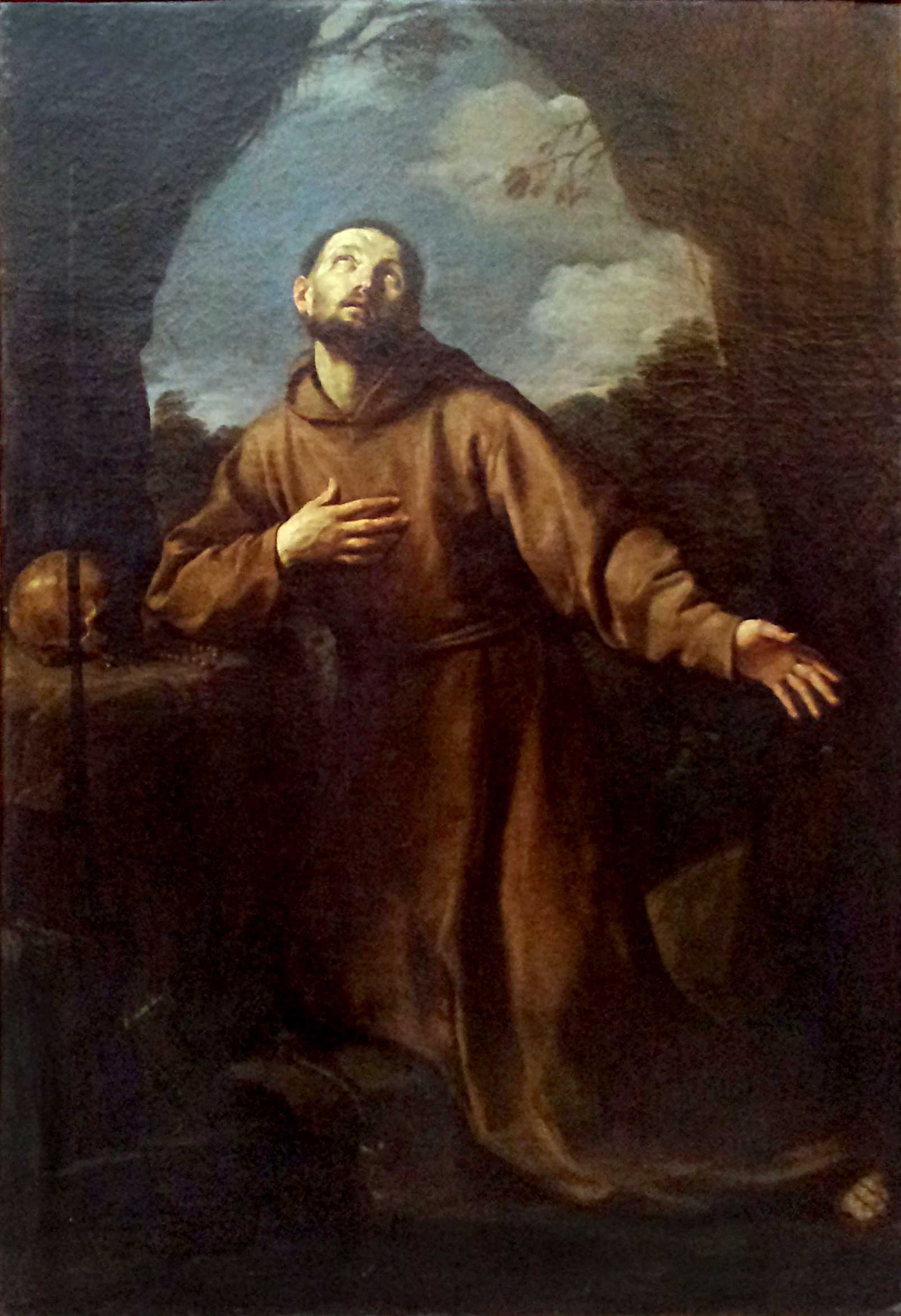
L'Extase de saint François, Guido Reni (1622), chapelle Saint-François-d'Assise.

Le chapelles latérales sont au nombre de onze, six à gauche (côté Évangile) et cinq à droite (côté Épîtres), toutes décorées de façon homogène. 
Œuvres de la nef de gauche:
- Chapelle Saint-Georges-et-Saint-Pantaléon : Saint Côme (Giovanni Battista Benaschi) ; Anges gardiens (tableau attribué à Cesare Fracanzano) ; Saint Georges et saint Pantaléon (Gaetano Gandolfi) ; bustes reliquaires en bois de Saint Flavien et Saint Just (Aniello Stellato) ; Saint Damien (Giovanni Battista Benaschi) ; Saint Dominique Soriano avec la Vierge, des saints, Marie-Madeleine et Marthe (attribué à Cesare Fracanzano).
- Chapelle Sainte-Marie-de-la-Neige-et-Sainte-Anne (concedée à Giovan Vincenzo Sebastiano) : Anges (de Francesco di Maria) ; Saint Sébastien (Mathias Stomer) ; fresque de Sainte Marie de la Neige (école de Polidoro da Caravaggio) ; Le Père éternel avec sainte Anne et saint Joachim (Giuseppe Marullo) ; bustes reliquaire en bois de Saint Vit et Saint Jules (Aniello Stellato) ; Sainte Anne réveillée par l'ange (Francesco di Maria).
- Chapelle Saint-Charles-Borromée : Saint Charles Borromée baise les mains de saint Philippe Néri (fin du XVIIe siècle, Luca Giordano) ; Saint Charles Borromée et saint Philippe Néri en prière (fin du XVIIe siècle, Luca Giordano) ; Le Roi Saint Canut (fin du XVIIe siècle, Luca Giordano) ; Saint Philippe Néri rencontre saint Charles Borromée sur le chantier de Sainte-Marie-de-la-Vallicella de Rome (Luca Giordano) ; Madone à l'Enfant (Luca Giordano) ; Saint Philippe Néri en gloire (statue en bois et papier mâché de Giovanni Antonio Colicci).
- Chapelle Saint-Agnès : Saint Nicolas sauve les trois petits garçons de la cuve (fin du XVIIe siècle, Luca Giordano) ; Sainte Agnès (Cristoforo Roncalli dit le Pomarancio) ; Anges portant la mitre (Luca Giordano) ; Anges portant les ampoules (Luca Giordano) ; Saint Janvier (Luca Giordano) ; Saint François de Sales (Luca Giordano) ; statue en bois et papier mâché figurant saint Janvier (créée pour la reprise du film de Dino Risi : Opération San Gennaro).
- Chapelle Saint-François-d'Assise : L'Extase de saint François (1622, Guido Reni) ; Anges (Giovanni Maria Morandi) ; Saint Pierre d'Alcantara (Giovanni Maria Morandi) ; Crucifixion en bois (auteur inconnu du milieu du XIIIe siècle de la région) ; Saint Antoine de Padoue (Giovanni Maria Morandi).
- Chapelle Saint-François-de-Sales : Sainte Françoise de Chantal (école de Fabrizio Santafede) ; La Rencontre de saint François de Sales et de sainte Chantal (Francesco de Mura) ; La Vierge avec les apôtres Pierre et Paul (Paolo de Matteis) ; Saint Vit, buste reliquaire en bois (auteur napolitain inconnu du milieu du XVIIe siècle) ; Saint François de Sales (école de Fabrizio Santafede) ; La Rencontre de saint Philippe Néri et de saint François de Sales (Francesco de Mura).

Œuvres de la nef de droite:
- Chapelle Saint-Alexis : Arrestation de saint Pierre et de saint Paul (école de Marco Pino) ; Saint Alexis mourant (Pierre de Cortone) ; La Vierge avec saint Joseph et saint Antoine de Padoue (auteur napolitain inconnu du début du XVIIe siècle) ; L'Archange Raphaël (Pietro del Po).
- Chapelle Saint-Joseph : Saint Casimir roi de Pologne (Giacomo del Po) ; La Sainte Famille avec le Père éternel (Fabrizio Santafede) ; L'Archange Gabriel (Pietro del Po) ; Saint Odoard roi (Nicola Malinconico).
- Chapelle Saint-Jérôme : La Vierge avec sainte Catherine et saint Jérôme (copie du Corrège) ; Saint Jérôme et l'ange (Francesco Gessi) ; Saint François de Paule (Fabrizio Santafede) ; L'Apparition de la Vierge à l'Enfant à saint Gaëtan (école d'Andrea Vaccaro) ; Saint Pierre (auteur lombard inconnu du XVIe siècle).
- Chapelle de l'Épiphanie (conçue par Jacopo Lazzari) : L'Épiphanie (Belisario Corenzio) ; Le Martyre de sainte Cordule (Giovan Antonio d'Amato) ; Saint Paul (auteur lombard inconnu du XVIe siècle) ; Le Martyre de sainte Ursule (Giovan Antonio d'Amato).
- Chapelle Sainte-Marie-Madeleine-de-Pazzi : décorations de Francesco Gizio (1694) ; Saint Michel-Archange (Giacomo del Po) ; Sainte Marie-Madeleine de Pazzi (Luca Giordano) ; Saint Antoine Abbé (Giacomo del Po).

### Chapelles du transept
Le transept se compose de quatre chapelles: sur les murs frontaux se trouvent deux grandes chapelles constituées de grands autels, les deux autres chapelles se trouvent le long du mur du chœur, agissant comme absides des nefs latérales respectives.

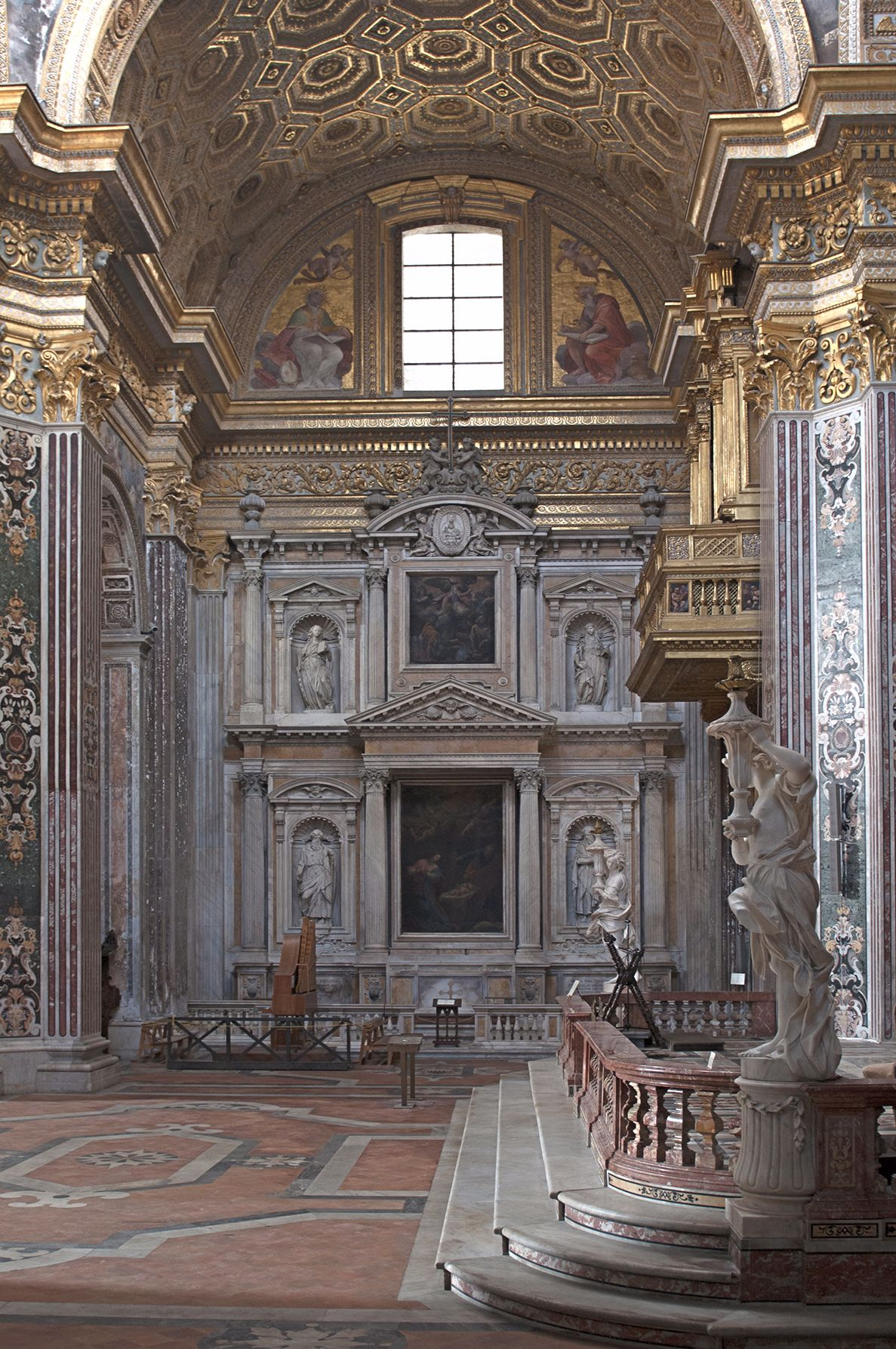
Transept de gauche - la grande chapelle de la Nativité.

Sur le mur de fond, se trouve la grande chapelle de la Nativité, construite en 1601-1605 par Dionisio Nencioni di Bartolomeo selon un projet de Giovanni Antonio Dosio, et commandée par Caterina Ruffo. La grande chapelle possède des sculptures de marbre de Pietro Bernini représentant Sainte Catherine d'Alexandrie, Saint Simon, Saint Matthias, Sainte Catherine de Sienne, Saint Barthélémy et Saint Jacques (vers 1606). L'autel est de Jacopo Lazzari avec une balustrade, tandis que les toiles sont de Fabrizio Santafede; on remarque en haut L'Annonce aux bergers de 1606, et de Cristoforo Roncalli, dit le Pomarancio, auteur aussi en 1606 de la Nativité de l'autel. Le long du mur du chœur s'ouvre la chapelle Saint-Philippe-Néri, dessinée par Jacopo Lazzari et abritant une sculpture de marbre d'Ottaviano Lazzari représentant La Sainte Vierge et un Christ du XVIIe siècle, un autel remarquable de 1647 de Dionisio Lazzari avec un tableau d'autel de Giovan Battista Salvi (dit le Sassoferrato) représentant la Vierge apparaissant à saint Philippe (copie de Guido Reni de 1647), avec des fresques de Francesco Solimena sur le Paradis et Saint Charles Borromée, saint Ignace, saint Félix de Cantalice, saint Pie V, la Vierge apparaissant à saint Philippe mourant, la Colombe du Saint-Esprit, et Le Christ apparaissant à saint Philippe Néri, datant d'entre 1724 et 1730.
Dans le transept droit s'ouvre sur le front du bras la grande chapelle des Saints-Martyrs, construite vers 1647 entièrement en bois, à l'imitation de la chapelle de la Nativité du transept gauche. Le tableau d'autel de Giuseppe Piscopo représente Les Saints Martyrs et les panneaux latéraux abritent des reliquaires de bois doré d'Aniello Stellato. La toile du tympan est de Federico Zuccari et figure La Madone de la Vallicella (vers 1605).
La chapelle de l'Immaculée-Conception, à droite de l'abside est décorée de sculptures de marbre de Michelangelo Naccherino de Saint Jean et de L'Enfant Jésus, tandis que Cesare Fracanzano a exécuté vers 1645 une Immaculée Conception et Giuseppe Simonelli un cycle de fresques sur Le Triomphe de Judith, Les Prophètes et les Saints (1700-1705).

### Sacristie

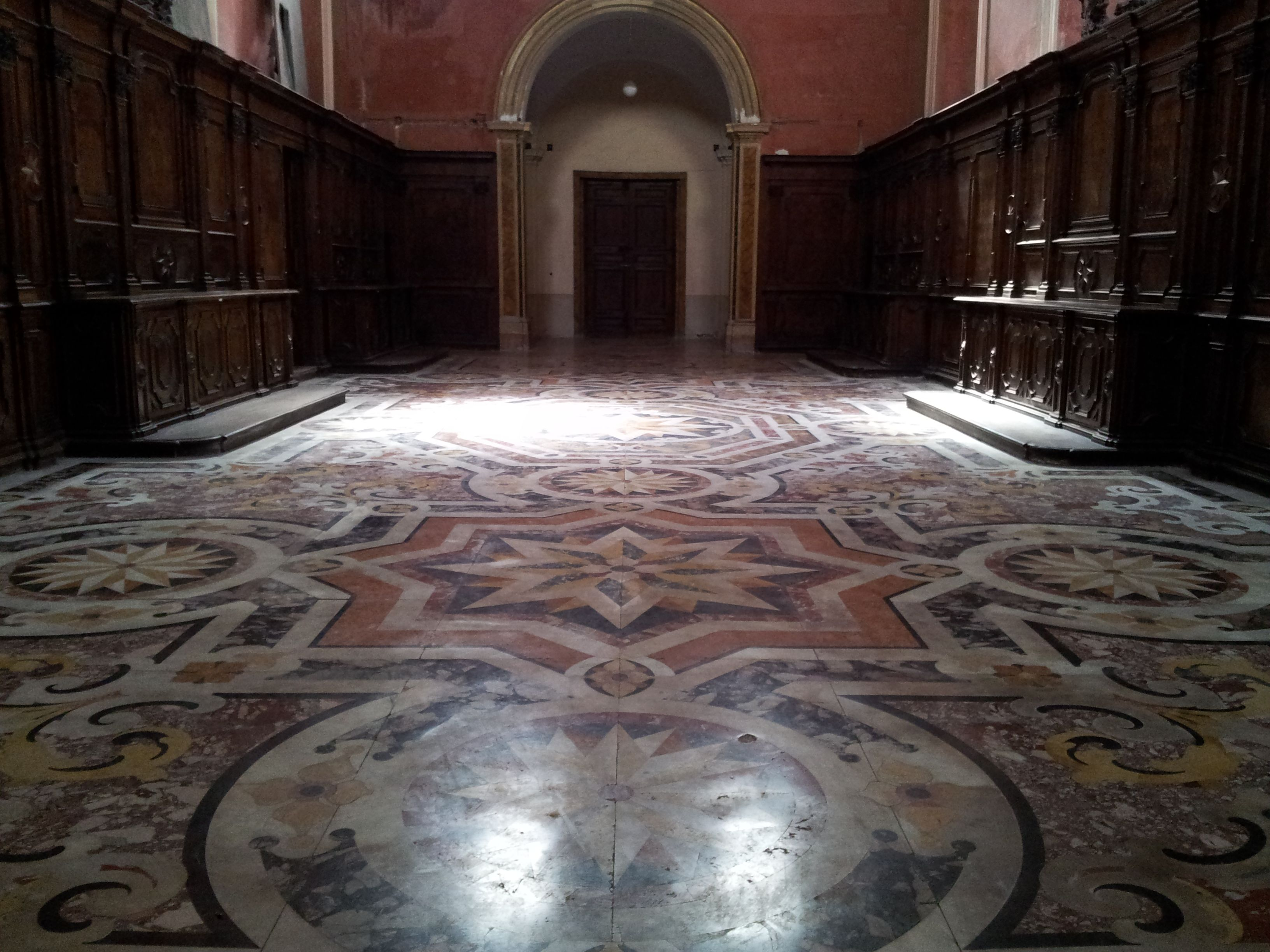
Pavement de la sacristie.

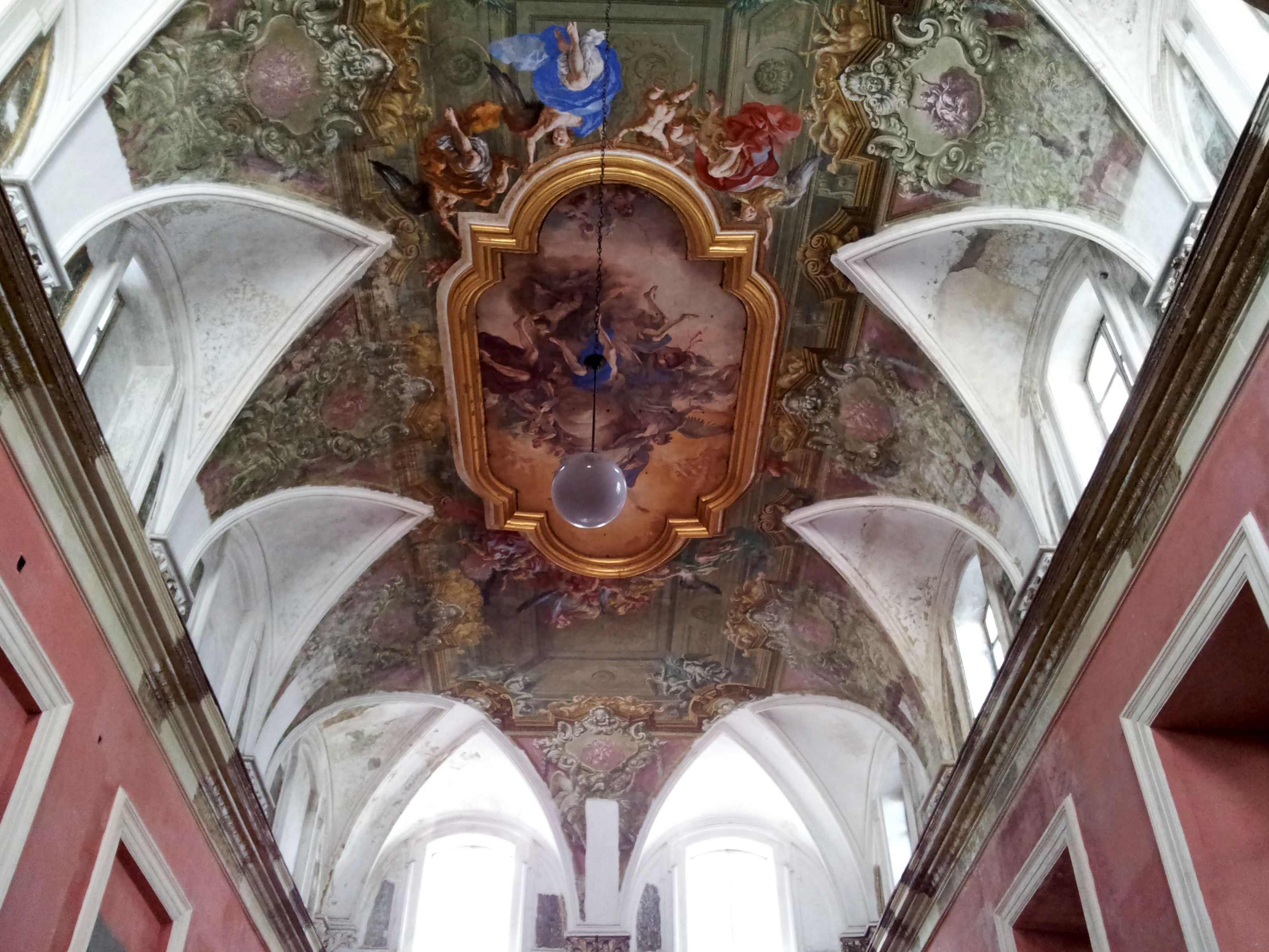
Plafond de la sacristie.

La sacristie, derrière l'abside, est accessible par deux portes des chapelles du transept le long du chœur.
La fresque de la voûte représente Saint Philippe Néri en gloire (740×400 cm) par Giovanni Battista Benaschi, selon les études les plus récentes.
Le pavement de marbre de différentes couleurs est particulièrement précieux. Les armoires de noyer portent le blason du cardinal Orsini de Gravina, devenu pape sous le nom de Benoît XIII. Les portes dorées et l'autel du mur en face sont du XVIIIe siècle. La petite coupole et la voûte sont décorées par Leonardo Olivieri (1750), tandis que le tableau d'autel est une copie de La Rencontre de Jésus et de saint Jean-Baptiste de Guido Reni, dont l'original se trouve aujourd'hui à la Quadreria dei Girolamini (galerie d'art des Girolamini).
La sacristie a abrité jusqu'à une date récente l'ancienne collection d'art des pères oratoriens; des tableaux se trouvaient aussi dans la salle qui conduit à l'église par la grande chapelle des Saints-Martyrs du transept droit. Jusqu'en 1907 un tableau du Corrège y était exposé représentant Saint Antoine Abbé (1517-1518); il est placé maintenant au musée Capodimonte de Naples.

### Crypte
Toujours derrière le maître-autel, et sous la sacristie, s'étend la crypte. Elle est constituée de deux salles: la première sert de sépulture aux pères oratoriens et la seconde est un ossuaire. La crypte présente une fresque figurant Saint Philippe avec un petit autel de marbre. La crypte est fermée au public depuis 1979 et accessible exceptionnellement.

## Couvent

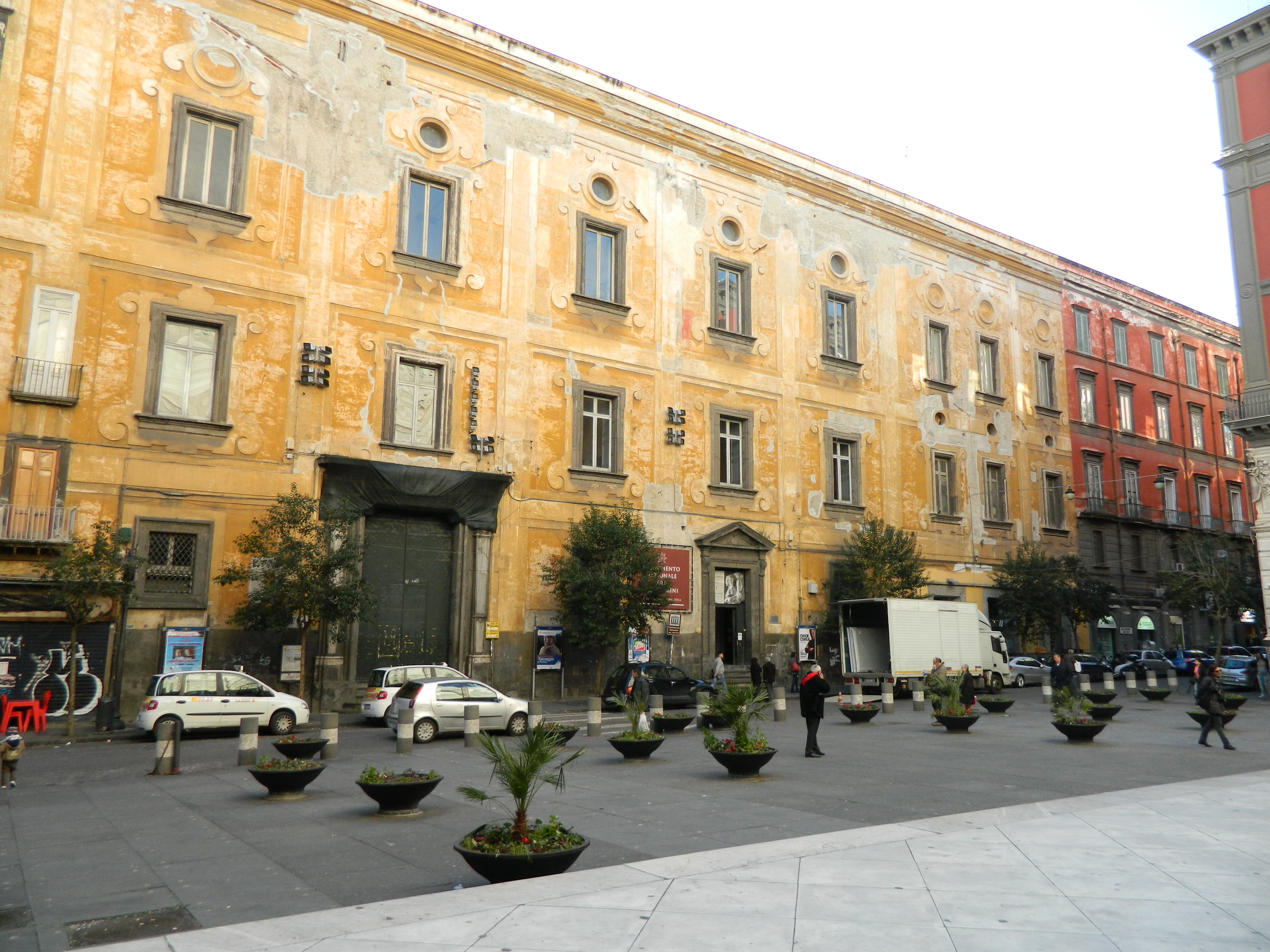
L'ancien couvent donnant via Duomo.

Le couvent des oratoriens (Girolamini) est adjacent à l'église avec son entrée en face de la cathédrale de Naples, au numéro 144 de la via Duomo. Le couvent a été édifié à partir de 1587, à l'emplacement de l'ancien palazzo Seripando. Dans les années 1590, avec la nouvelle église en construction, et jusqu'à la première moitié du XVIIe siècle, l'ensemble est agrandi et le grand cloître (degli Aranci) lui est adjoint avec d'autres corps de bâtiment. Une partie de ses locaux abrite aujourd'hui la Biblioteca dei Girolamini.
La façade remonte au XVIIe siècle et compte deux entrées, celle de gauche possède un grand escalier et donne accès à l'oratoire de l'Assomption (construit à partir de 1590, et décoré jusqu'au XVIIIe siècle), qui est l'un des cinq oratoires du couvent et qui est toujours affecté au culte aujourd'hui. Il conduit directement à la nef de droite de l'église. L'entrée de droite conduit à deux grands cloîtres et au reste du couvent.
Les cloîtres des Girolamini sont:
- Le petit cloître, de plan carré, dit cloître de majolique, dessiné par Dosio à l'emplacement de l'ancien palazzo Seripando. Le cloître est soutenu par quatre colonnes de chaque côté, tandis qu'aux angles se dressent des pilastres en piperno avec deux semi-colonnes de majolique de la fin du XIXe siècle. Au milieu, se trouve un puits de la fin du XVIe siècle;

- le second, plus grand, est dit « degli Aranci » (des oranges), car on y cultivait des agrumes. Il a été bâti vers 1630 selon les dessins de Dionisio Nencioni di Bartolomeo et de Dionisio Lazzari. La structure est soutenue par de puissants pilastres et les jardins sont plus bas que le déambulatoire auquel on accède par deux escaliers avec une rampe en fer forgé.

On peut rejoindre par ce cloître l'oratoire des Docteurs, l'oratoire de la Purification, l'oratoire Saint-Joseph et celui des Marchands et l'antique bibliothèque des Oratoriens; on accède aussi aux étages supérieurs avec la galerie d'art.

## Notes et références

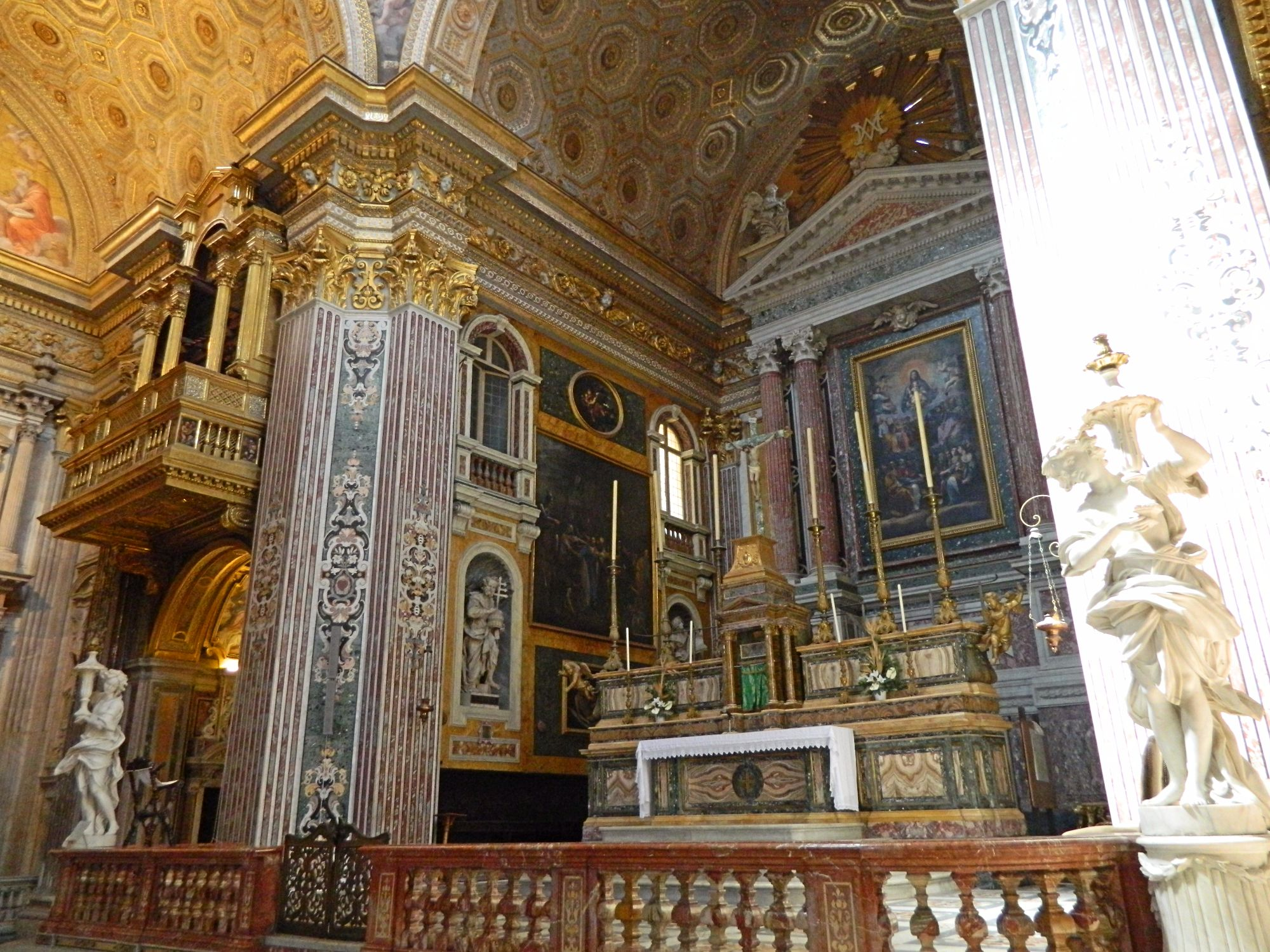
Le maître-autel et le chœur.

### Bibliographie

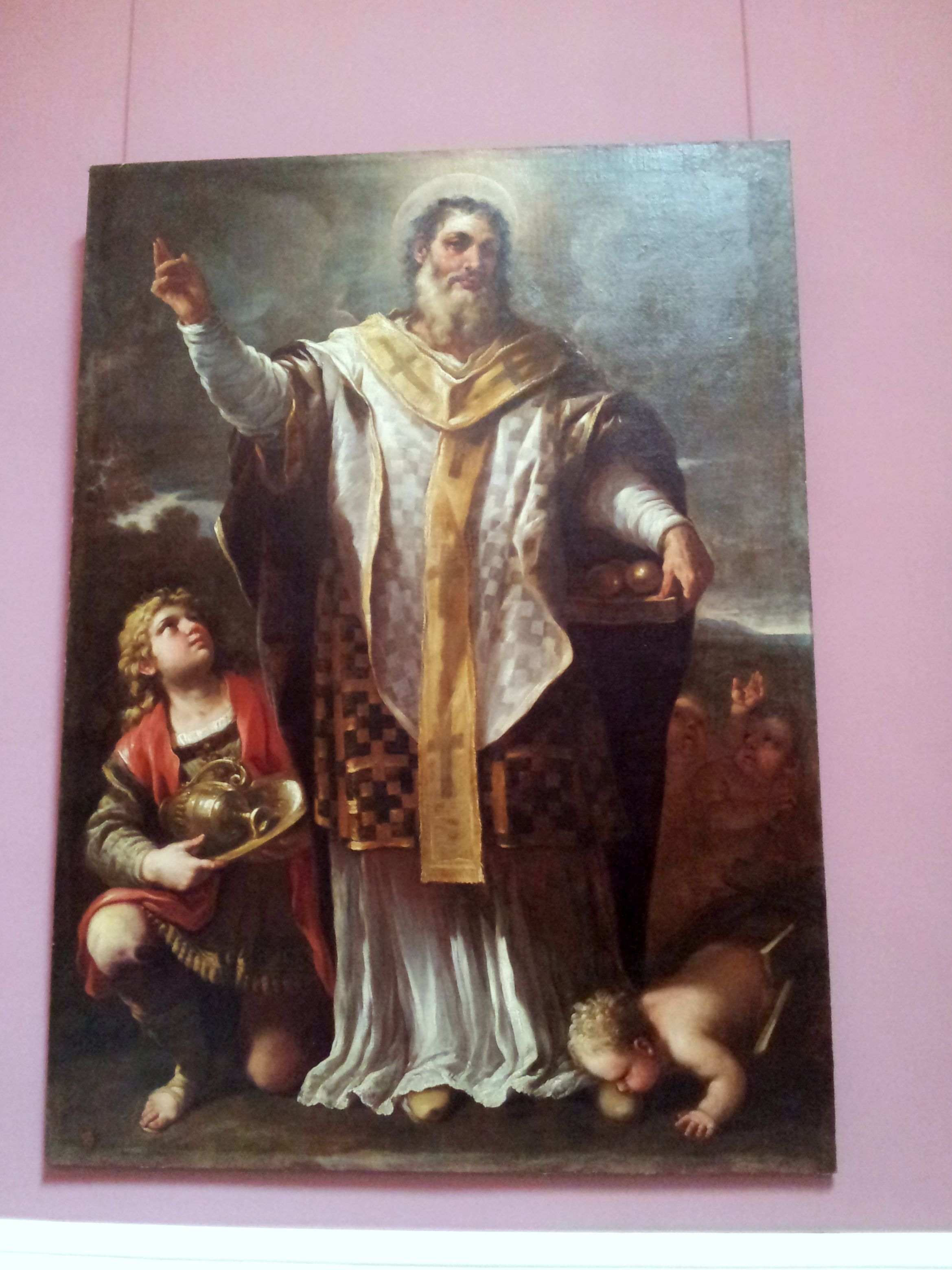
Luca Giordano, Saint Nicolas sauve les trois petits garçons de la cuve (sacristie).